# Фаррахов, Айрат Закиевич

С президентом Татарстана Рустамом Миннихановым

Айра́т Заки́евич Фарра́хов (тат. Айрат Зәки улы Фәррахов; Агрыз, Татарская АССР, СССР) — российский политик и государственный деятель. Депутат Государственной думы Российской Федерации VIII созыва, член комитета Госдумы по бюджету и налогам, член фракции «Единая Россия». Вице-президент Союза медицинского сообщества «Национальная медицинская палата». Доктор медицинских наук. Заслуженный врач Республики Татарстан.
В 2007—2013 году — министр здравоохранения Республики Татарстан, с 2013 по 2014 год — заместитель министра здравоохранения России, с 2014 по 2016 год — заместитель министра финансов России (2014—2016). Действительный государственный советник Российской Федерации 3-го класса. С 2014 года включён в резерв управленческих кадров, находящихся под патронажем президента Российской Федерации. 
Из-за вторжения России на Украину, находится под международными санкциями Евросоюза, США, Великобритании и ряда других стран

## Биография
Айрат Фаррахов родился 17 февраля 1968 году в Татарстане в городе Агрыз в семье врача и учителя. В 1985 году поступил в Казанский государственный медицинский институт. С 1986 по 1988 год служил по призыву в Вооружённых Силах СССР (отсрочка студентам в те годы была отменена). Во время обучения в институте работал медбратом в Республиканской клинической больнице Министерства здравоохранения Республики Татарстан. В 1993 году окончил вуз с отличием. В 1993—1995 годах проходил клиническую ординатуру по хирургии в Республиканской клинической больнице. В 1996 году прошёл обучение по Президентской программе подготовки управленческих кадров (финансовый менеджмент).
В 2002 году назначен заместителем главного врача по хирургии Республиканской клинической больницы Министерства здравоохранения Республики Татарстан. С 2003 года — заместитель главного врача по медицинской части Республиканской клинической больницы. В 2005 году Айрат Фаррахов стал победителем международного конкурса по проекту реформирования отрасли здравоохранения на территории СНГ. Стажировался в США по программе «Управление больницами, менеджмент в здравоохранении»).
В 2006 году был назначен на должность начальника Управления здравоохранения Исполнительного комитета муниципального образования города Казани. 5 октября 2007 года указом президента Татарстана Минтимера Шаймиева назначен министром здравоохранения Республики Татарстан. Фаррахов является автором и руководителем республиканских проектов в сфере здравоохранения, таких как международное сотрудничество Республиканской клинической больницы и крупнейшей клиники Западной Европы в Нюрнберге (Германия), инфекционный мониторинг клиники (область экономики здравоохранения, оптимизация расходов клиники и лекарственной терапии), клеточная терапия, система менеджмента качества в медицинской организации. Опережающая динамика снижения смертности, рост ожидаемой продолжительности жизни в Татарстане в эти годы достигнуты благодаря реформированию отрасли, которое включало: создание трёх высокотехнологичных зон, создание образовательного центра Высоких медицинских технологий, структурных изменений финансового обеспечения Программы государственных гарантий. Айрат Фаррахов был признан одним самых успешных региональных министров, добившимся улучшения качества представляемых медицинских услуг и заложившим систему и концепцию здравоохранения в Республике Татарстан на 5—10 лет вперёд. Является автором популярного медицинского конкурса «Врач года — Ак чәчәкләр»
Распоряжением Правительства Российской Федерации 4 сентября 2013 года назначен заместителем министра здравоохранения России. Курировал вопросы финансового обеспечения отрасли здравоохранения.
5 июня 2014 года назначен заместителем министра финансов России. Курировал вопросы бюджетной деятельности в области здравоохранения, науки гражданского назначения, культуры, образования, физической культуры и спорта, туризма, молодёжной политики, пенсионного и социального обеспечения гражданских лиц, социального страхования, занятости населения; в сфере финансового обеспечения XXII Олимпийских зимних игр в 2014 году в г. Сочи, обеспечения подготовки и проведения Чемпионата мира ФИФА по футболу 2018 года и Кубка конфедерации ФИФА по футболу 2017 года в Российской Федерации.
В 2015 году защитил докторскую диссертацию. В 2016 году закончил Московскую школу управления «Сколково» по программе Executive MBA.
В связи с избранием депутатом Государственной Думы VII созыва, 30 сентября 2016 года оставил должность заместителя министра финансов. В Государственной думе вошёл в парламентскую фракцию «Единая Россия» и комитет по бюджету и налогам.
14 апреля 2020 года был избран заместителем председателя Комиссии Государственной Думы Федерального Собрания Российской Федерации по вопросам поддержки малого и среднего предпринимательства. С сентября 2019 г. входит в ТОП 50 самых активных депутатов в Государственной Думе Федерального Собрания Российской Федерации.
В 2021 году одержал победу на праймериз «Единой России» в Республике Татарстан, набрав на предварительном голосовании наибольшее количество голосов (247,5 тыс.).
19 сентября 2021 году избран депутатом Государственной думы Федерального собрания Российской Федерации VIII созыва.
Вошел в состав комиссии Генерального совета партии «Единая Россия» по здравоохранению
На IX съезде Союза медицинского сообщества «Национальная медицинская палата» избран Вице-президентом медпалаты.
В соответствии с Распоряжением Правительства РФ №3206-р от 15.11.2023 вошел в состав Экспертного совета по проведению эксперимента по установлению специального регулирования в целях создания необходимых условий для осуществления деятельности по партнерскому финансированию при Правительстве РФ.

## Законотворческая деятельность
С 2016 по 2019 год, в течение исполнения полномочий депутата Государственной Думы VII созыва, выступил соавтором 83 законодательных инициатив и поправок к проектам федеральных законов.
25 апреля 2018 года присоединился к списку инициаторов законопроекта № 441399-7 «О мерах воздействия (противодействия) на недружественные действия Соединённых Штатов Америки и (или) иных иностранных государств», в пункте 15 второй статьи которого предлагается ввести запрет или ограничение ввоза на территорию РФ лекарств, произведённых в США или других иностранных государствах. Законопроект подвергся критике со стороны ряда общественных организаций, комитета Совета Федерации по социальной политике и комитета Госдумы по международным делам. Ко второму чтению законопроект был существенно доработан. Из документа исключено упоминание конкретных отраслей, товаров и услуг. Контрсанкции не будут распространяться на жизненно необходимые товары, в том числе на лекарства. Кроме того, новая редакция защитила интересы российского бизнеса.
Осенью 2023 года подготовил законопроект об усилении административной ответственности россиян, уехавших из России, предусматривающий, в т.ч. арест имущества релокантов.

## Санкции
23 февраля 2022 года внесён в санкционные списки стран Евросоюза за действия и политику, которые подрывают территориальную целостность, суверенитет и независимость Украины и еще больше дестабилизируют Украину.
24 февраля 2022 года включён в санкционный список Канады «близких соратников режима» за голосование о признании независимости «так называемых республик в Донецке и Луганске».
24 марта 2022 года, на фоне вторжения России на Украину, включён в санкционный список США за «соучастие в войне Путина» и «поддержку усилий Кремля по вторжению в Украину», Госдеп США заявил что депутаты Госдумы используют свои полномочия для преследования инакомыслящих и политических оппонентов, нарушают свободу информации, ограничивают права человека и основные свободы граждан России.
Позднее, по аналогичным основаниям, включён в санкционные списки Великобритании, Швейцарии, Австралии, Украины, Японии и Новой Зеландии.

## Семья, увлечения
Женат, трое детей.
Хобби: спорт, путешествия. В августе 2017 г. совершил восхождение на Эльбрус (5642м) и установил на его вершине флаг Республики Татарстан, а также флаги Казанского государственного медицинского университета и Казанского хосписа. В 2018 году совершил восхождение на высочайшую вершину Африки — пик Ухуру (Килиманджаро, высота 5895м).

## Звания и награды
- Медаль «В память 1000-летия Казани» (2005)
- Почётное звание «Заслуженный врач Республики Татарстан» (2008)[1]
- Почётная грамота Федеральной службы по надзору в сфере здравоохранения и социального развития Минздравсоцразвития Российской Федерации (2008)
- Почётная грамота Министерства здравоохранения и социального развития Российской Федерации (2010)
- Знак отличия «За заслуги» 8 управления Генерального штаба Вооружённых Сил Российской Федерации (2011)
- Медаль «За содружество во имя спасения» МЧС России (2011)
- Памятная медаль «Патриот России» (2012)
- Лауреат Государственной премии Республики Татарстан в области науки и техники (2012)[43]
- Медаль Республики Татарстан «За доблестный труд» (2012)[40]
- Нагрудный знак «Золотой крест» Федерального медико-биологического агентства (2013)[44]
- Благодарность Президента Республики Татарстан (2014)[45]
- Медаль ордена «За заслуги перед Отечеством» II степени (2014)[1]
- Медаль ордена «За заслуги перед Республикой Татарстан»[46]
- Почётная грамота Правительства Российской Федерации (2018)
- Благодарность Президента Российской Федерации (2018)
- Благодарность Президента Республики Татарстан (2019)
- Благодарность Председателя Государственной Думы Федерального Собрания Российской Федерации (2019)
- Благодарность Президента Республики Татарстан (2021)
- Благодарность Министра финансов Российской Федерации (2022)
- Благодарность Председателя Государственной Думы Федерального Собрания Российской Федерации (2023)
- Благодарность Правительства Российской Федерации (2023)
- Орден «Дуслык» (2023)[источник не указан 280 дней]
- Юбилейная медаль «МПА СНГ. 30 лет» (16 ноября 2023 года, Межпарламентская ассамблея СНГ) — за заслуги в деле развития и укрепления парламентаризма, за вклад в развитие и совершенствование правовых основ функционирования Содружества Независимых Государств, укрепление международных связей и межпарламентского сотрудничества[47]